# 1995 في فرنسا
فيما يلي قوائم الأحداث التي وقعت خلال عام 1995 في فرنسا.

## أحداث
- 25 يوليو – تفجيرات مترو باريس 1995

## سياسة

### تعيين في المنصب
- 1 يناير – جاك توبون وزير العدل.
- 17 مايو – ألان جوبيه رئيس الوزراء الفرنسي،عمدة مدينة بوردو.
- 17 مايو – برناديت شيراك spouse of the President of France  [لغات أخرى]‏.
- 17 مايو – جاك شيراك رئيس فرنسا.
- 17 مايو – دومينيك دو فيلبان General secretary of the Presidency of the Republic  [لغات أخرى]‏.
- 18 يونيو – جان فرنسوا كوبيه رئيس بلدية [الإنجليزية]‏،نائب فرنسي.
- 19 يونيو – لوران فابيوس رئيس بلدية [الإنجليزية]‏.
- 23 يونيو – إيريك بوسون رئيس بلدية [الإنجليزية]‏.
- 23 يونيو – جيلبرت ماير رئيس بلدية [الإنجليزية]‏.
- 23 يونيو – دومينيك ستراوس كان رئيس بلدية [الإنجليزية]‏.
- 23 يونيو – ميشال آليو ماري رئيس بلدية [الإنجليزية]‏،نائب فرنسي.
- 25 يونيو – برنار كازنوف رئيس بلدية [الإنجليزية]‏.
- 25 يونيو – برونو لورو رئيس بلدية [الإنجليزية]‏.
- 25 يونيو – جان كلود غودان رئيس بلدية [الإنجليزية]‏.
- 25 يونيو – رايمون باغ رئيس بلدية [الإنجليزية]‏.
- 24 سبتمبر – برترون ديلانوي عضو مجلس الشيوخ الفرنسي.
- 24 سبتمبر – جان لوك ميلونشون عضو مجلس الشيوخ الفرنسي.
- 24 سبتمبر – نيكولا ساركوزي نائب فرنسي.
- 17 ديسمبر – نيكولا امالينا نائب فرنسي.

### انتهاء فترة المنصب
- 1 يناير – جاك توبون وزير الثقافة في فرنسا ‏.
- 1 يناير – فرنسوا فيون وزارة التعليم العالي (فرنسا).
- 11 مايو – شارل باسكوا وزير الداخلية.
- 11 مايو – نيكولا ساركوزي وزير الثقافة في فرنسا ‏.
- 15 مايو – ميشال روكار رئيس الوزراء الفرنسي.
- 16 مايو – جاك شيراك نائب فرنسي، عمدة باريس [الإنجليزية]‏.
- 17 مايو – دانيال ميتران spouse of the President of France  [لغات أخرى]‏.
- 17 مايو – فرنسوا ميتران رئيس فرنسا.
- 18 مايو – سيمون فاي وزيرة الصحة.
- 18 يونيو – نيكولا امالينا نائب فرنسي.
- 19 يونيو – جاك شابان دلماس عمدة مدينة بوردو.

## رياضة
- 1 يناير – دورة فرنسا المفتوحة 1995
- 1 يناير – سباق باريس روبيه 1995
- 2 يوليو – جائزة فرنسا الكبرى 1995 الفائز مايكل شوماخر.

## ظهور
- 1 يناير – وانادو

## أفلام
من الأفلام التي صدرت هذه السنة في فرنسا:
- 1 يناير – أكاذيب بريئة من إخراج Patrick Dewolf  [لغات أخرى]‏.
- 1 يناير – القتلة من إخراج ريشارد دونر.
- 1 يناير – كسوف كلي من إخراج آقنييسكا هولاند.
- 1 يناير – ليون: المحترف من إخراج لوك بيسون.
- 1 يناير – مئة ليلة وليلة من إخراج آغنيس فاردا.
- 1 مايو – ذا سيتي أوف لوست شايدرن من إخراج جون بيير جونيه، مارك كارو.
- 28 أكتوبر – ستارغيت من إخراج رولان إيميريش.
- 7 نوفمبر – مغادرة لاس فيغاس من إخراج مايك فيغيز.

## برامج ومسلسلات وأنمي
- ماكلاود

## مواليد

### يناير
- 7 يناير – دونجو كامارا لاعبة كرة يد فرنسية.

### فبراير
- 13 فبراير – جورج-كيفين نكودو لاعب كرة قدم فرنسي.
- 14 فبراير – شارلوت بونيت سباحة فرنسية.

### مارس
- 5 ديسمبر – أنتوني مارسيال لاعب كرة قدم فرنسي.
- 15 مارس – كاليدياتو نياكاتي لاعبة كرة يد فرنسية.
- 18 مارس – إنجوي فينيكس
- 24 مارس – إنزو فرنانديز لاعب كرة قدم.

### أبريل
- 3 أبريل – أدريان رابيو لاعب كرة قدم فرنسي.
- 8 أبريل – فارس بهلولي لاعب كرة قدم فرنسي.

### مايو
- 10 مايو – ستيفان لامبيسي لاعب كرة قدم فرنسي.
- 10 مايو – كابرييلا باباداكيس راقصة على الجليد فرنسية.
- 20 مايو – داميان إنجليس لاعب كرة سلة فرنسي.
- 21 مايو – مارين جوهانس لاعبة كرة سلة فرنسية.
- 23 مايو – جوردان بوي لاعب كرة قدم فرنسي.
- 29 مايو – نيكولاس بيبي لاعب كرة قدم فرنسي.

### يونيو
- 19 يونيو – ديلان برون لاعب كرة قدم تونسي دولي.
- 24 يونيو – هيرفان أونغيندا لاعب كرة قدم فرنسي.

### يوليو
- 15 يوليو – كورنتان جان لاعب كرة قدم فرنسي.
- 26 يوليو – بيتر كورنيلي لاعب كرة سلة فرنسي.

### أغسطس
- 7 أغسطس – ريبيكا بوسافي لاعبة كرة يد فرنسية.
- 7 أغسطس – مريم غاربا لاعبة كرة يد فرنسية.
- 13 أغسطس – بريسنيل كيمبيمبي لاعب كرة قدم فرنسي.

### سبتمبر
- 12 سبتمبر – بنجامين توماس درّاج طريق فرنسي.
- 29 سبتمبر – ماثياس ليسورت لاعب كرة سلة فرنسي.

### نوفمبر
- 7 نوفمبر – ستيفن ريبيري
- 12 نوفمبر – توماس ليمار لاعب كرة قدم فرنسي.
- 26 نوفمبر – لوان أمرا
- 28 نوفمبر – مايك ماينان لاعب كرة قدم فرنسي.

### ديسمبر
- 5 ديسمبر – أنتوني مارسيال لاعب كرة قدم فرنسي.
- 11 ديسمبر – إيفان سلفادور لاعب كرة قدم من غينيا الاستوائية.

## وفيات

### يناير
- 1 يناير – جان موريس فييه (مواليد 1914)

### أبريل
- 2 أبريل – أونري غيران (مواليد 1921) لاعب كرة قدم فرنسي.

### مايو
- 14 مايو – جان لورينت (مواليد 1906) لاعب كرة قدم فرنسي.

### يوليو
- 19 يوليو – رينيه بريفات (مواليد 1930) درّاج طريق فرنسي.

### أغسطس
- 19 أغسطس – بيير شايفر (مواليد 1910)
- 21 أغسطس – سفين هوقلند (مواليد 1910) درّاج طريق سويدي.

### نوفمبر
- 4 نوفمبر – جيل دولوز (مواليد 1925) فيلسوف فرنسي.
- 5 نوفمبر – إرنست غيلنر (مواليد 1925)
- 11 نوفمبر – اندريه دوفور (مواليد 1909) سياسي فرنسي.
- 23 نوفمبر – لويس مال (مواليد 1932)

### ديسمبر
- 30 ديسمبر – سوزان برو (مواليد 1920) كاتبة فرنسية.